# Amblyosyllis finmarchica
Amblyosyllis finmarchica är en ringmaskart som först beskrevs av Anders Johan Malmgren 1867.  Amblyosyllis finmarchica ingår i släktet Amblyosyllis och familjen Syllidae. Arten har ej påträffats i Sverige. Inga underarter finns listade i Catalogue of Life.